# Saint-Genis-sur-Menthon
Saint-Genis-sur-Menthon è un comune francese di 395 abitanti situato nel dipartimento dell'Ain della regione dell'Alvernia-Rodano-Alpi.

## Società

### Evoluzione demografica
Abitanti censiti